# Верхньонімецька мова
Верхньонімецькі діалекти (нім. hochdeutsche Mundarten), або просто верхньонімецька (Hochdeutsch) — включає різновиди німецької мови, якими розмовляють на південь від ізоглос Бенрат і Юрдинген у центральній і південній Німеччині, Австрії, Ліхтенштейні, Швейцарії, Люксембурзі та східній Бельгії, а також у сусідніх частинах Франції (Ельзас і північна Лотарингія), Італії (Південний Тіроль), Чехії (Богемія) і Польщі (Верхня Сілезія). Ними також розмовляють у діаспорі в Румунії, Російській Федерації, Сполучених Штатах Америки, Бразилії, Аргентині, Мексиці, Чилі та Намібії. До верхньонімецької мови належать південнонімецькі і середньонімецькі діалекти.
Історія німецької мови часто асоціюється з історією верхньонімецької мови. Необхідно пам'ятати, що існує також нижньонімецька мова. Виділяють періоди історії німецької мові: давньоверхньонімецький (750—1050), средньоверхньонімецький (1050—1350), ранньоверхньонімецький (1350—1650) і нововерхньонімецький (з 1650).
Верхньонімецька мова позначена верхньонімецьким зсувом приголосних, що відокремлює її від нижньонімецької (нижньосаксонської) і нижньофранкської (включаючи нідерландську) у межах континентального західногерманського діалектного континууму. Вони виділилися в результаті другого переміщення приголосних звуків.